# Van's Aircraft RV-3
Le Van's Aircraft RV-3 est un petit avion monoplace de sport conçu par l'ingénieur Richard VanGrunsven. Commercialisé en kit par Van's Aircraft, cet appareil est à l’origine d’une lignée de monoplans destinés à la construction amateur.

## Van's Aircraft RV-3
Inspiré du Stits SA-3 Playboy, cet appareil dessiné se voulait plus facile à piloter, plus rapide mais aussi capable de réaliser des figures de voltige et d’utiliser des terrains de longueur réduite. De construction semi-monocoque entièrement métallique, disposant d’un réservoir de fuselage de 30 US gallons qui lui assure un rayon d’action de 960 km avec un moteur de 100/150 ch, cet appareil fait appel à un profil d’aile NACA 23015 à corde constante. Selon Van's Aircraft il faut 1 300 heures à un constructeur néophyte pour réaliser son rêve.  
Le premier RV-3 [N17RV] a pris l’air en 1971 avec un moteur Lycoming O-290. Cet avion a immédiatement retenu l’attention en raison de ses nombreuses qualités et obtenu en 1972 le Trophée de la meilleure aérodynamique durant la convention de l’EAA a Oshkosh. Vendu en 1980 à un pilote de l’Oregon, le prototype RV-3 fut victime d’une panne de carburant en 1980. Gravement endommagé, il fut stocké jusqu’en 1995 puis remis en état et offert au Musée de l’EAA (en) d’Oshkosh en 1997, soit 25 ans après la première apparition publique du même appareil.
Rapidement commercialisé sur plans, le RV-3 fut ensuite proposé sous forme de kits par Van's Aircraft, Inc, constituée en 1973 à North Plains, dans l’Oregon.

## Van’s Aircraft RV-3A
À la suite de plusieurs accidents de structure la FAA restreignit en mars 1981 les RV-3 au vol non acrobatique, avec un facteur de charge limité à 4,4G. En 1984 Dick VanGrunsven redessina donc son appareil, modifiant principalement les longerons de voilure et l’attache du longeron arrière. Deux Service Bulletins furent émis en 1984 et 1998, les appareils modifiés pour s’y conformer adoptant cette désignation, qui n’indique nullement l’emploi d’un train tricycle comme ce sera le cas sur les productions ultérieures de la firme. Ce modèle pouvait recevoir soit un unique réservoir de fuselage soit deux réservoirs de voilure, mais restait interdit à la voltige.

## Van’s Aircraft RV-3B
À la suite de la répétition d’incidents, la commercialisation du RV-3 fut suspendue en 1996. Mais pour faire face à une forte demande de sa clientèle Van's Aircraft développa en 1998 une nouvelle aile, directement inspirée de celle du Van’s Aircraft RV-8. Un kit de modification pour les appareils déjà construits fut donc commercialisé, kit incluant une section centrale de fuselage complète et des réservoirs de voilure boulonnés au longeron pour pouvoir être réparés sans avoir à séparer l’aile du fuselage. La production de kits complets fut finalement relancée en 1999, les appareils recevant là nouvelle voilure étant tous désignés RV-3B. Début 2008 un kit RV-3B était vendu 12 500 U$. 

## Harmon Rocket I
John Harmon, constructeur amateur de Bakersfield, Californie, a modifié un RV-3 en racer : Montage d’un moteur IO-360 sous un nouveau capotage, capotage arrière du fuselage modifié, entraînant un nouveau dessin de la verrière. John Harmon a réalisé deux appareils, deux autres exemplaires étant construits jusqu’en 1997 par d’autres amateurs. 

## Production et réglementation
Selon Van's Aircraft quelque 1 450 liasses de plans ont été vendues à travers le monde, mais seulement 266 RV-3 avaient été achevés à la date du 12 février 2010, dont probablement 155 restaient en état de vol. 
En France la réglementation de navigabilité n'autorise pas la construction de ces avions en kit que sous le régime du certificat de navigabilité restreint d'aéronef (CNRA). Les constructeurs amateurs séduits ar cet avion ont donc tout intérêt à consulter le site d'un constructeur amateur français de RV-3 qui a très largement défriché le terrain dans ce domaine.

## Sources
- Kenneth Armstrong, Choosing Your Homebuilt – The One You’ll Finish And Fly. Butterfield Press, Templeton (Californie) 1993.
- Peter M Bowers, Guide to Homebuilts (diverses éditions). TAB Books, Blue Ridge Summit (Pennsylvanie).
- Site de Van's Aircraft
- | Site non officiel des RV-3 avec de nombreuses photos.
- | Mon RV-3, site du premier constructeur français de RV-3
- La reconstruction du N17RV par le Chapitre 105 de l'EAA à Portland